# Azték napkő

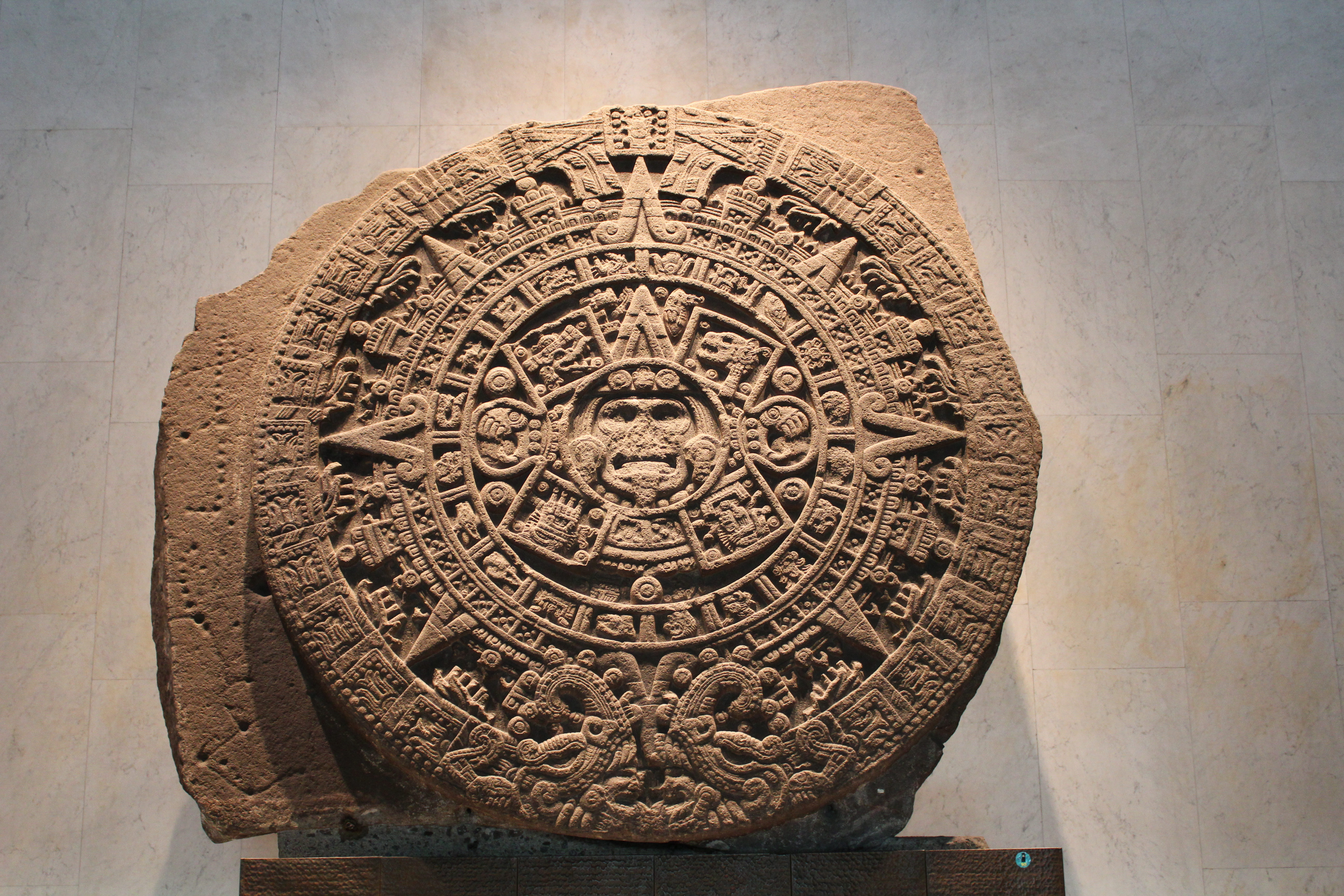
Az azték napkő

Az azték napkövet Mexikóváros főterén (El Zócalo) találták, az egykori Tenocstitlan területén 1790-ben, építkezés közben. A kő eredetileg egy piramis mellett állt. Száz évvel kiásása után átszállították a mexikóvárosi Nemzeti Archeológiai Múzeumba. A bazaltból faragott korong ma is értékes forrásul szolgál az azték írás és történelem további kutatásában.
A régészek a kőbe faragott hieroglifákban először egy naptár jeleit fedezték fel – innen a kő "Azték naptár" elnevezése. Évtizedekig tartó régészeti viták után, tudományos körökben ma már többnyire megegyeznek abban, hogy a monolit az Ötödik Nap szimbóluma; vagyis a korong tulajdonképpen a magukat mexikáknak nevező aztékok kozmikus világképét képviseli, és egyúttal a törzs sorsát is megjövendöli. 
Az aztékok szilárdan hitték, hogy öt világ, illetve Öt Nap (úgymint égitest) létezik, amiből négy már letűnt: az elsőt a jaguárok falták fel, a másodikat nagy szélviharok dúlták szét, a harmadikat tűzeső, a negyediket árvíz pusztította el. A kő faragásának idején az ötödik világban éltek, vagyis a legvégsőben, amikor az azték birodalom jóslatok szerint szét fog hullani. A katasztrófát a napistennek bemutatott emberi véráldozatokkal próbálták elkerülni.

## A kő leírása

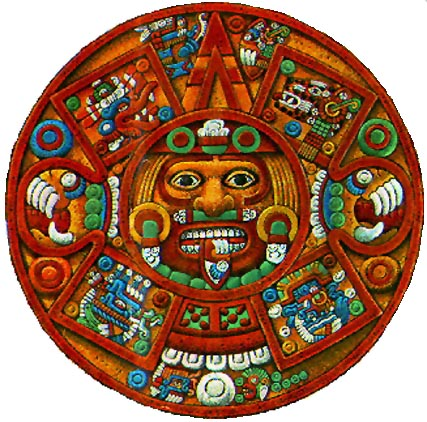
A korong központi részének színezett reprodukciója

Átmérője 3,6 méter, súlya megközelítően 24 tonna. Legkülső szélén, a körminta legalján két kígyó néz szembe egymással, farkuk a kör legfelső pontján ér össze. A kígyópár egy dátum szimbóluma: valószínűleg i. e. 1011-re utal, amikor az aztékok szerint a világ létrejött. A korong közepéből a napisten, Tonatiuh dugja ki fejét, nyelve áldozati-kés alakú, karmai között egy-egy emberi szívet tart. Az istent négy szimbolikus jel veszi körül, jelentésük a már letűnt négy világ.

## Az azték naptár

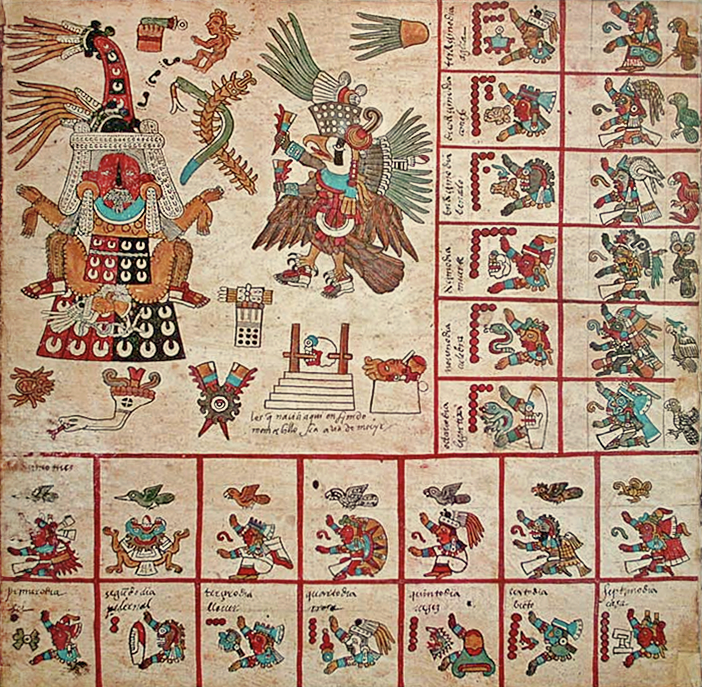
Az aztékok szent naptárának egy részlete a Codex Borbonicusból

Időszámítási rendszerüket azték papok írták le kódexeik egyikében, a Codex Borbonicusban, melyet ma a párizsi nemzeti könyvtárban őriznek. Alapja a napév, mely kis különbséggel ugyanaz, mint a maják időszámítása. 4 darab 13-as csoport tesz ki 52 évet, amelyet nagyobb századnak neveztek; ezután beiktattak 13 napot, és így érték el, hogy naptáruk 13, illetve 12 napos toldásokkal bővülve 365,2403 nappá nőtt. A majáké ennél valamivel pontosabb: 365,242129 nap. A csillagászati érték 365,242198 nap.

## Fordítás
Ez a szócikk részben vagy egészben  az   Aztec_sun_stone című angol Wikipédia-szócikk fordításán alapul.  Az eredeti cikk szerkesztőit annak laptörténete sorolja fel. Ez a jelzés csupán a megfogalmazás eredetét és a szerzői jogokat jelzi, nem szolgál a cikkben szereplő információk forrásmegjelöléseként.